# غلين روبرتس (لاعب كرة سلة)
غلين روبرتس (25 أكتوبر 1912 في الولايات المتحدة - 21 مايو 1980 في الولايات المتحدة) (بالإنجليزية: Glen Roberts)‏ هو مدرب كرة سلة ولاعب كرة سلة أمريكي في مركزي الوسط وهجوم قوي الجسم. لعب مع Akron Firestone Non-Skids ‏.

## وصلات خارجية
- جلان روبرتس على موقع سبورتس رفرنس (الإنجليزية)